# Михалово
Михалово или Миалово (на гръцки: Μιχαλίτσι, Михалици, катаревуса Μιχαλίτσιον, Михалицион, до 1927 година Μιχάλοβο, Михалово) е село в Република Гърция, дем Кукуш, oбласт Централна Македония.

## География
Селото е разположено северозападно от Кукуш (Килкис) и североизточно от Ругуновец (Поликастро).

## История

### В Османската империя
В ΧΙΧ век Михалово е българско село в каза Аврет Хисар (Кукуш) на Османската империя, чифлик на братя Султояни. В „Етнография на вилаетите Адрианопол, Монастир и Салоника“, издадена в Константинопол в 1878 година и отразяваща статистиката на населението от 1873 година, Миалово (Mialovo) е посочено като селище с 46 домакинства, като жителите му са 205 българи.
Според статистиката на Васил Кънчов („Македония. Етнография и статистика“) в 1900 година Михалово има 150 жители българи християни.
Според данни на председателя на Българската православна община в Кукуш от лятото на 1903 година село Михайлево е изцяло униатско.
По данни на секретаря на Българската екзархия Димитър Мишев („La Macédoine et sa Population Chrétienne“) в 1905 година Миалево (Mialevo) е село със 136 жители българи унияти.
При избухването на Балканската война в 1912 година един човек от Михалово е доброволец в Македоно-одринското опълчение.

### В Гърция
В 1913 година след Междусъюзническата война селото попада в Гърция. Боривое Милоевич пише в 1921 година („Южна Македония“), че Миялево (Миjалево) има 12 къщи славяни християни. Част от населението му се изселва в България и на негово място са настанени гърци бежанци. В 1926 години селото е прекръстено на Михалицион.
В 1985 година Султояневият конак в селото е обявен за паметник на културата.
Преброявания
- 2001 година – 37 души
- 2011 година – 14 души

## Личности
Родени в Михалово
- Васил Киров Нанов (1884 – 1928), български революционер от ВМРО
- Гоне Мицов (Мицев, 1888 или 1891 – ?), македоно-одрински опълченец, 4 рота на 3 солунска дружина[10]
- Киро Нанов Миалски (? – 1903), установил се в Текелиево и оглавил българското национално движение там, убит от андарти[11]